# ATP German Open 1989
Il German Open 1989 è stato un torneo di tennis giocato sulla terra rossa. È stata la 83ª edizione del Torneo di Amburgo, che fa parte del Nabisco Grand Prix 1989. Si è giocato al Rothenbaum Tennis Center di Amburgo in Germania, dall'8 al 14 maggio 1989.

## Campioni

### Singolare
Ivan Lendl ha battuto in finale  Horst Skoff, 6–4, 6–1, 6–3.

### Doppio
Emilio Sánchez /  Javier Sánchez hanno battuto in finale  Boris Becker /  Eric Jelen, 6–4, 6–1.